# Marcus van Vaernewyck

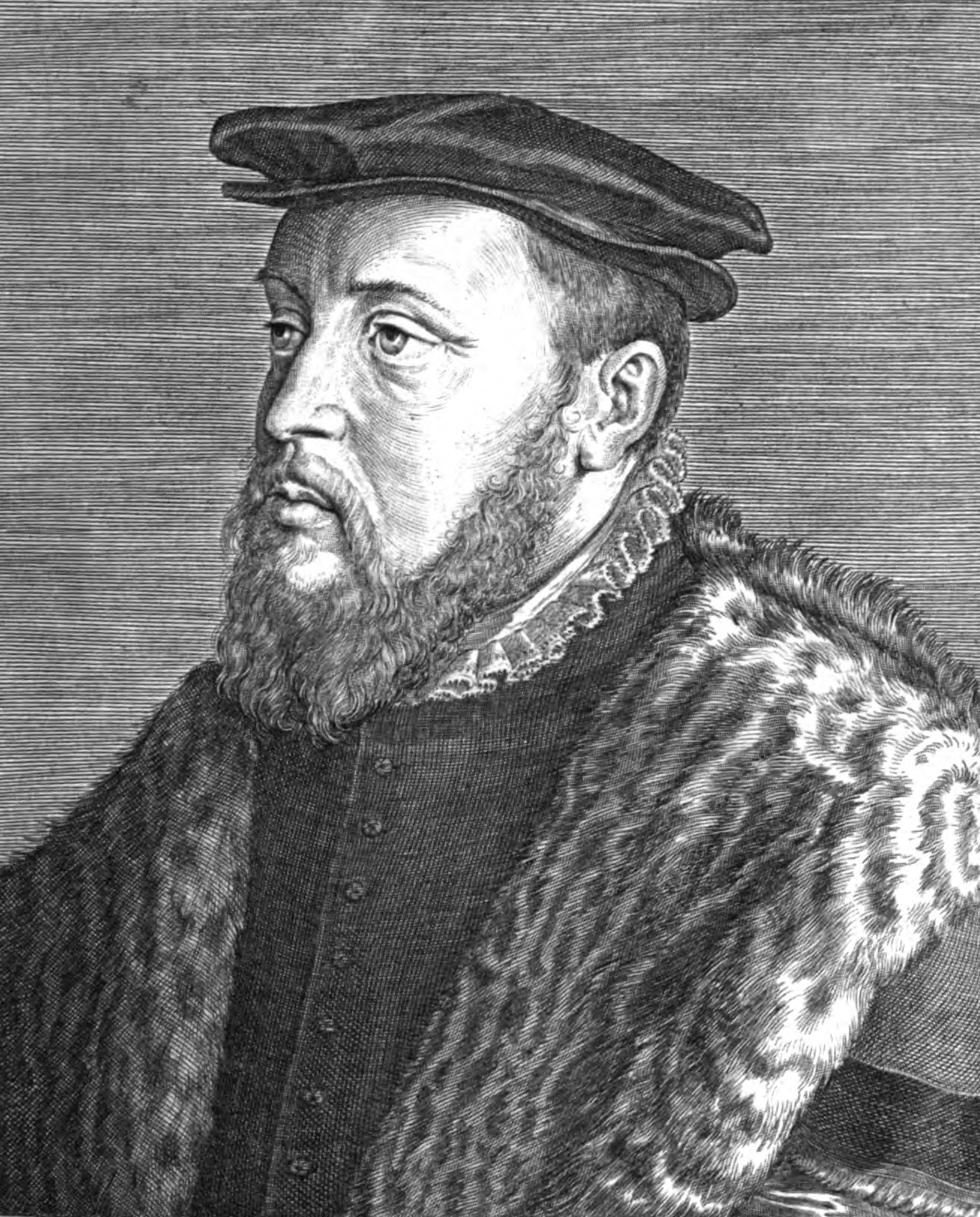
Porträt von Marcus van Vaernewyck von Petrus de Jode, veröffentlicht durch Joannes Meyssens

Marcus van Vaernewijck (auch van Vaernewyck) (* 21. Dezember 1516 in Gent; † 20. Februar 1569 ebenda) war ein flämischer Dichter und Historiker, der außerdem bedeutende Ämter in der Verwaltung seiner Stadt bekleidete. Sein wichtigstes Werk ist sein Tagebuch Van die beroerlicke tijden in die Nederlanden en voornamelick in Ghendt 1566–1568, das ursprünglich nicht zur Veröffentlichung gedacht war.

## Lebenslauf
Die Geschichte der Familie van Vaernewyck reicht bis ins Jahr 1102 zurück. Der Name stammt von dem Herrenhaus Vaernewijck, das sich auf dem Gebiet von Mariakerke befindet. Familienmitglieder von Marcus nahmen am Vierten Kreuzzug teil, andere, wie Marcus, bekleideten Funktionen in der Stadt Gent. Warum die Vaernewijcks in die Stadt gezogen sind, ist weniger klar. Wahrscheinlich muss man die Ursache in der sich wandelnden Rolle des Adels suchen, da immer weniger Lehnsherren militärische Unterstützung von ihren Lehnsmannen erwarteten. 
Marcus van Vaernewyck wurde am 21. Dezember 1518 als jüngster Sohn von Marcus, Herrn von Steenkerke, und Catherine van Sleehaut geboren. In den 1550er Jahren reiste Marcus van Vaernewyck durch ganz Europa. Auf seiner ersten Reise zog er über Deutschland und die Schweiz nach Italien. Einige Jahre später erkundete er den Norden der Niederlande. 1558 heiratete Marcus van Vaernewyck Livina Hallins (auch Allyns). Zusammen hatten sie fünf Kinder: zwei Söhne, Marcus und Adolfus, und drei Töchter, Clara (geb. 1560), Josine (geb. 1561) und Margareta. Marcus selbst starb am 20. Februar 1569, höchstwahrscheinlich krankheitsbedingt. Seine Söhne starben ohne Nachkommen. Über Marcus’ Bruder Pieter setzte sich die Familie bis ins 19. Jahrhundert fort.
Neben der Funktion des ‚Vingteniers‘, einer Offiziersrolle innerhalb der Genter Nachtwache im Jahr 1566, bekleidete van Vaernewyck noch verschiedene Positionen innerhalb der Stadtverwaltung von Gent. 1563 war er Verwalter der Armenkammer, ein Jahr später Schöffe der Keure und Hauptmann der Sieben Zünfte. 1566 musste er die Kornlager kontrollieren und einen Bericht über die religiöse Gesinnung der Personen erstatten, die sich in der Stadt aufhielten. Angesichts der wirtschaftlichen und religiösen Situation dieser Zeit waren dies zwei sehr wichtige Ämter. Schließlich war er auch Mitglied der Kirchverwaltung von Sint-Jacob, seiner Pfarrkirche. Man vermutet, dass Marcus van Vaernewyck Weinhandel betrieb.

## Literarische und historiographische Aktivitäten

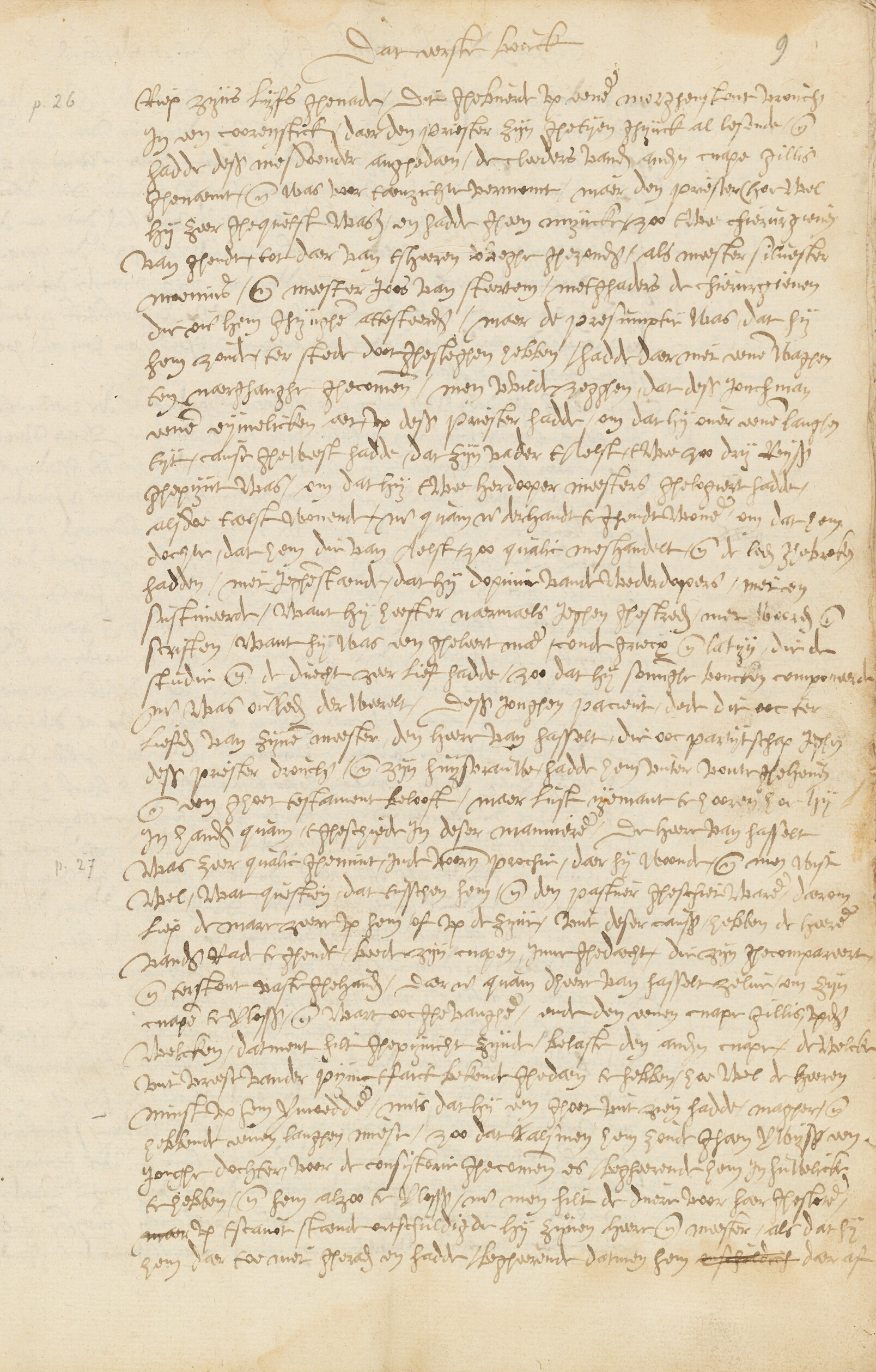
Fragment aus dem Manuskript Van die beroerlicke tijden in die Nederlanden. Geschrieben in den Niederlanden, zweite Hälfte des 16. Jahrhunderts. Aufbewahrt in der Universitätsbibliothek Gent.

Sein Tagebuch Van die beroerlicke tijden in die Nederlanden en voornamelick in Ghendt 1566-1568 ist sein wichtigstes Werk. Die Universitätsbibliothek Gent besitzt das vollständige Autograph dieses Textes. Marcus war auch Faktor der Dichterkammer Marien t’eeren. Neben Poesie verfasste Vaernewyck hauptsächlich historische Werke. In Die Historie van Belgis (anfangs Spieghel der Nederlandscher Audtheyt) beschrieb er zum Beispiel die Geschichte der Niederlande (die heutigen Niederlande und Flandern) von der Gründung der Stadt Belgis durch die Trojaner bis zu seiner eigenen Zeit. Das Werk wurde mehrere Male neu aufgelegt, zuletzt 1829. In diesem letzten Werk – und auch in den Beroerlicke tijden – erwähnt Vaernewyck Die Leeken Philosophie.